# Умершие в мае 1998 года
Это список известных людей, соответствующих установленным критериям значимости (см. Википедия:Критерии значимости персоналий), умерших в мае 1998 года.
Причина смерти указывается лишь в исключительных случаях (убийство, самоубийство, гибель в результате военных действий, смертная казнь, ДТП или несчастные случаи). В остальных случаях — не указывается.
- 1 мая — Элдридж Кливер (62) — американский радикальный деятель, один из лидеров «Партии чёрных пантер», автор книги «Soul on Ice».
- 2 мая — Hide (33) — культовый японский гитарист, участник группы X Japan и основатель направления Visual kei.
- 2 мая — Джастин Фашану (37) — американский футболист, первый темнокожий футболист, чья трансферная стоимость составила миллион фунтов стерлингов, а также единственный футболист — открытый гей; самоубийство.
- 2 мая — Джин Рэймонд (89) — актёр американского кино, телевидения и сцены, популярный в 30-е и 40-е годы, а также композитор, писатель, режиссёр, продюсер, военный лётчик; пневмония.
- 3 мая — Константин Галин (77) — участник Великой Отечественной войны, полный кавалер ордена Славы.
- 3 мая — Николай Онопченко (77) — Герой Советского Союза.
- 4 мая — Берта Маранц (90) — российская пианистка и педагог.
- 4 мая — Константин Ширинян (73) — советский спортсмен: футбольный нападающий, игрок в хоккей с мячом; скульптор.
- 5 мая — Николай Гржибовский (84) — Герой Социалистического Труда.
- 5 мая — Михаил Нюхтиков (91) — участник Великой Отечественной войны, Герой Советского Союза.
- 6 мая — Платон Белецкий(75) — украинский советский искусствовед.
- 6 мая — Фуат Утяшев(77) — советский хозяйственный, государственный и политический деятель.
- 7 мая — Леонид Белоусов (89) — советский лётчик Великой Отечественной войны, Герой Советского Союза.
- 7 мая — Аллан Кормак (74) — южноафриканский американский физик, лауреат Нобелевской премии по физиологии и медицине 1979 года «за разработку компьютерной томографии» (совместно с Годфри Хаунсфилдом).
- 8 мая — Михаил Гетманец (79) — советский журналист, дипломат.
- 8 мая — Александр Ивков (76) — Герой Советского Союза.
- 8 мая — Йоханнес Коткас (83) — эстонский и советский борец классического стиля, олимпийский чемпион.
- 9 мая — Элис Фэй (83) — американская актриса и певица; рак желудка.
- 10 мая — Галина Ганейзер (86) — русская детская писательница.
- 10 мая — Борис Левин-Коган (79) — нападающий ленинградской футбольной команды «Зенит».
- 10 мая — Клара Рокмор (87) — американский музыкант, исполнительница на терменвоксе.
- 12 мая — Михаил Литовчин (70) — советский и российский телережиссёр, основатель и первый ректор Гуманитарного института телевидения и радиовещания в Москве[1].
- 12 мая — Пётр Кострыба (72) — советский и украинский историк.
- 12 мая — Пётр Мигун (80) — Полный кавалер Ордена Славы.
- 14 мая — Александр Ботвин (79) — советский государственный и партийный деятель.
- 14 мая — Марджори Стоунмэн Дуглас (108) — американская журналистка, писательница, феминистка и защитница окружающей среды, известная выступлениями против проекта по реставрации Эверглейдс.
- 14 мая — Ицхак Модаи (72) — израильский юрист и государственный деятель, министр в ряде правительств Израиля.
- 14 мая — Фрэнк Синатра (82) — американский певец и актёр.
- 15 мая — Александр Кирилин (73) — Полный кавалер Ордена Славы.
- 15 мая — Владимир Дальский (86) — советский украинский актёр, народный артист СССР.
- 15 мая — Хаджимурза Мильдзихов (79) — Герой Советского Союза.
- 15 мая — Юрий Мозжорин (77) — советский учёный, один из организаторов и руководителей работ в области советской ракетно-космической науки, генерал-лейтенант-инженер.
- 15 мая — Сергей Парамонов (36) — русский советский певец, получивший известность в СССР в 1972—1975 как солист Большого детского хора Всесоюзного радио и Центрального телевидения под руководством Виктора Попова, «советский Робертино Лоретти»; сердечный приступ.
- 16 мая — Алексей Алексеев (82) — советский, российский актёр театра и кино. Заслуженный артист РСФСР.
- 16 мая — Владимир Курилов (71) — Герой Советского Союза.
- 16 мая - Леонид Стуканов (51) - Российский художник, педагог.
- 17 мая — Нина Дорлиак (89) — оперная певица (сопрано), педагог, Народная артистка СССР, вдова Святослава Рихтера.
- 17 мая — Николай Фёдоров (76) — советский государственный и партийный деятель, Герой Социалистического Труда.
- 18 мая — Александр Виноградов (79) — Герой Советского Союза.
- 18 мая — Олег Григорьев  — советский и украинский боксёр и тренер по боксу.
- 19 мая — Сосукэ Уно (75) — японский государственный и политический деятель, 75-й премьер-министр страны.
- 20 мая — Александр Макаренко (83) — полный кавалер ордена Славы.
- 20 мая — Абрам Сапожников (74) — Герой Советского Союза.
- 21 мая — Ашур Хайдаров (81) — известный советский таджикский живописец. Заслуженный деятель искусств Таджикской ССР, народный художник Республики Таджикистан.
- 22 мая — Джон Дерек (71) — американский актёр, кинорежиссёр, фотограф.
- 23 мая — Сергей Шерстюк (46) — советский и российский живописец; рак (умер спустя 9 месяцев после смерти своей жены, актрисы Елены Майоровой).
- 25 мая — Иван Клочнев (77) — полный кавалер ордена Славы.
- 25 мая — Иван Сорокин (85) — Герой Советского Союза.
- 26 мая — Эмиль Брагинский (76) — советский и российский писатель, сценарист.
- 26 мая — Владимир Михайлов — старший сержант Советской Армии, участник Великой Отечественной войны, Герой Советского Союза.
- 26 мая — Сергей Яблонский (73) — советский и российский математик.
- 27 мая — Василий Святкин (81) — советский работник сельского хозяйства, комбайнёр колхоза «Болышекаменский» Красноярского района Куйбышевской области, Герой Социалистического Труда.
- 27 мая — Лазарь Сарьян (77) — армянский советский композитор и педагог, профессор (1972), Народный артист СССР (1990).
- 28 мая — Константин Замирякин (84) — советский политический деятель, председатель Исполнительного комитета Свердловского промышленного областного Совета (1962—1964).
- 28 мая — Анатолий Кабайда (85) — деятель ОУН, тайный сторонник Т. Бульбы-Боровца.
- 28 мая — Фил Хартман (49) — американский (канадского происхождения) художник-график, сценарист, озвучиватель и комик канадского происхождения; застрелен женой.
- 29 мая — Барри Голдуотер (89) — американский политик, кандидат от Республиканской партии в президенты страны на выборах 1964 года и соперник демократа Линдона Джонсона.
- 29 мая — Владимир Фёдоров (73) — писатель, поэт и драматург, участник войны.
- 29 мая — Фёдор Щербак (79) — советский военачальник, контрразведчик.
- 30 мая — Сэм Ааронович (78) — британский экономист.
- 31 мая — Алексей Ильюшин (87) — советский и российский учёный-механик, член-корреспондент АН СССР.